# Powrót z gwiazd
Powrót z gwiazd – powieść Stanisława Lema, zaliczana do klasyki gatunku fantastyka naukowa. Wydana po raz pierwszy w 1961 roku przez wydawnictwo „Czytelnik”.

## Opis fabuły
Załoga statku kosmicznego „Prometeusz” wraca na Ziemię po 10 latach czasu pokładowego z wyprawy badawczej w okolice gwiazdy Fomalhaut. W tym czasie na Ziemi z powodu zjawiska dylatacji czasu upłynęło 127 lat. Powrotowi wyprawy towarzyszy zupełny brak zainteresowania opinii publicznej. Główny bohater, kosmonauta Hal Bregg, zastaje społeczeństwo ziemskie całkowicie odmienione. Niesamowity postęp techniczny spowodował, że wyeliminowano z życia wszystkie zagrożenia. Nauczono się np. neutralizować przeciążenie i bezwładność, dzięki czemu nie ma ofiar wypadków komunikacyjnych. Ludzkość korzysta z powszechnego dobrobytu, dostęp do większości dóbr i usług jest darmowy. Czas wypełnia się rozrywkami, pracują wyłącznie roboty i automaty. Zmieniły się powszechne obyczaje– małżeństwa są zawierane na okres próbny, posiadanie dzieci jest możliwe po zaliczeniu przez małżonków egzaminu państwowego. Panuje powszechny kult młodości i przedłużania życia poprzez operacje odmładzające. Za pomocą betryzacji – zabiegu chemicznego na mózgu wykonywanego w dzieciństwie, zarówno na ludziach, jak i na wybranych zwierzętach – wyeliminowano agresywne instynkty. Zlikwidowano wojny, stworzono cywilizację pozbawioną lęku. W wyniku betryzacji ludzie stracili skłonność do ryzyka (nie uprawiają nawet sportów wyczynowych) i uważają loty w kosmos za niepotrzebne. Uczestnicy wyprawy badawczej, w której brał udział Hal, są jedynymi osobami na planecie niepoddanymi temu zabiegowi.
Główna oś fabularna dzieła to opowieść o alienacji i szoku kulturowym bohatera w konfrontacji ze społeczeństwem przyszłości. Jest to także historia powtórnego wrastania w rodzinną planetę astronauty oderwanego od Ziemi i swoich czasów przez wyprawę międzygwiezdną.

### Bohaterowie
- Hal Bregg – główny bohater, astronauta „Prometeusza”,
- Eri – kobieta, z którą żeni się Bregg,
- Olaf – przyjaciel Bregga z „Prometeusza”; w związku z niemożnością zaadaptowania się w nowej rzeczywistości, pod koniec powieści decyduje się na udział w kolejnej ekspedycji kosmicznej,
- Nais – kobieta spotkana przez Bregga tuż po jego powrocie,
- dr Juffon – lekarz badający Bregga[a].

### Betryzacja
Kluczowym elementem powieści jest betryzacja: zabieg usuwający z psychiki (ludzkiej bądź zwierzęcej) skłonności do agresji, zadawania bólu, ranienia itp.
Nazwa zabiegu pochodzi od nazwisk jego odkrywców: Benneta, Trimaldiego i Zacharowa. O samym zabiegu niewiele wiadomo oprócz tego, że nie jest to zabieg „na plazmie dziedziczącej”, a więc jest odwracalny, i że zanik agresywności osiąga się „nie przez zakaz, ale brak nakazu”. U ludzi myśl o skrzywdzeniu innej osoby, a nawet zwierzęcia, wywoływała skrajnie przykre uczucia. W świecie powieści zabiegowi betryzacji były poddawane zwierzęta drapieżne i ludzie jeszcze w okresie niemowlęcym. Początkowo istniał silny ruch społeczny sprzeciwiający się betryzacji, jednak z czasem praktyka ta została zaakceptowana.
Ponieważ skutek zabiegu rozciągał się na wszystkie akty szeroko rozumianej „krzywdy”, niemożliwe były jakiekolwiek zachowania związane ze zranieniem (w tym na przykład operacje chirurgiczne), zadawaniem bólu itp. W społeczeństwie większość zadań wymagających „krzywdzenia” przejęły roboty. W wypadkach awaryjnych możliwość czasowego zniesienia efektów betryzacji umożliwiał specjalny napój: „perto”. „Perto” dostępne było także poza oficjalnym obiegiem jako środek nielegalny, używany dla spotęgowania wrażeń czy wprowadzenia dreszczyku emocji do relacji z innymi ludźmi. Innym skutkiem ubocznym zaniku agresji była także całkowita niemoc podejmowania ryzyka, uprawiania sportów wyczynowych, walki, a także podejmowania wszelkich zawodów związanych z ryzykiem (np. straż pożarna, pilotaż). Podobnie jak w przypadku medycyny, zajęcia te wykonywały roboty, a sport i rekreacja oparta na ryzyku zanikły.
Efekty betryzacji rozciągały się także na życie seksualne. Jakiekolwiek związki były możliwe tylko za obopólną zgodą partnerów. By wyeliminować wpływ popędu seksualnego na relacje damsko-męskie, kobiety niechcące romansować z mężczyznami podawały im podczas spotkań inny napój: „bryt”, znoszący czasowo popęd seksualny. Zachowanie takie było ogólnie przyjętą normą społeczną.
Jak wspominał Stanisław Lem, betryzację wymyślił przypadkowo, jako oryginalną rzecz uniemożliwiającą głównemu bohaterowi swobodny flirt i relacje z kobietami, po trwającej 127 lat czasu ziemskiego podróży kosmicznej i jego powrocie na Ziemię.
Betryzacja i jej odbiór przez głównego bohatera powieści, astronautę Hala Bregga, niepoddanego temu procesowi, umożliwiły pisarzowi polemikę z różnymi, w tym utopijnymi, eksperymentami społecznymi. Sam pisarz niejednoznacznie oceniał swoją koncepcję społeczeństwa bez agresji.

## Odbiór
Powieść można odczytać jako ostrzeżenie przed eksperymentami społecznymi i sztucznym uszczęśliwianiem na siłę społeczeństwa. Utwór stawia również pytania o cel i sens załogowych, dalekich wypraw kosmicznych (oraz podejmuje temat społecznych konsekwencji paradoksu czasowego). Podkreśla też wartość miłości jako motoru ludzkich działań, zdolnego przeciwstawić się normom i systemom, jak również ukazuje konieczność wyboru pomiędzy ryzykowną przygodą a zwyczajnym życiem (które w rzeczywistości może się okazać trudniejsze i wymagać więcej odwagi).
Andrzej Stoff pisze o jeszcze jednym możliwym aspekcie interpretacyjnym: powieść być może ukazuje społeczeństwo poddane łagodnej wersji totalitaryzmu, w którym ludzie zostali ubezwłasnowolnieni przez pełne zaspokojenie podstawowych potrzeb konsumpcyjnych. Powstaje pytanie o istnienie niewidocznego ośrodka władzy, który w ciągu całej akcji się nie ujawnia, ale którego można się domyślać z kilku przesłanek: działania wszechobecnego systemu Infor, który nie tylko informuje, ale i zbiera liczne dane; nielicznych niezadowolonych z systemu pacyfikuje się, pozwalając im pracować nad kolejną wyprawą do centrum galaktyki; jeden z epizodów ujawnia, że w społeczeństwie tym istnieje niechęć do robotów. Taką hipotezę za punkt wyjścia wybrał Marek Oramus, tworząc opowiadanie Miejsce na Ziemi o dalszych losach Bregga po zakończeniu akcji powieści.
Stoff ocenia, że Powrót z gwiazd tworzy wraz z Edenem i Niezwyciężonym swoistą trylogię „krainy wszechmożliwości”, która „bada sprawność konwencji s-f w podejmowaniu problemu kontaktu”. Wspólnymi cechami utworów są: „bezpośrednie wprowadzenie w (...) nurt wydarzeń i nieokreślona perspektywa czasu akcji”. Krytyk widzi wymienione powieści (wraz z Głosem Pana) jakby były rozdziałami „stale uzupełnianego i poprawianego traktatu o poznaniu i porozumieniu, a raczej o niemożności ich pełnego zrealizowania”. Analizując konstrukcję powieści Stoff ocenia, że nie obowiązuje tu, powszechnie spotykana we wczesnych powieściach s-f, zasada opisywania „momentów decydujących” w historii ludzkości, zwykle pierwszych wypraw kosmicznych, zaś główną zasadą budowy opisywanych światów jest „sugerowanie czytelnikowi, że niezwykłe rzeczy opisywane w powieści są czymś oczywistym w tamtym świecie”. Nieznany cel i czas trwania lotu, wtrącane tylko wzmianki o załodze, wyposażeniu, wielkości statku itp „sprawiają wrażenie, że jest to jeden z licznych lotów służbowych”. Taka pisarska taktyka jest zdecydowanie odmienna od tej, „która kazała zapełniać całe strony (...) opisami wspaniałej techniki przyszłości”. 
Zdaniem Stoffa Lem rozliczył się w powieści z jednym ze swoich wcześniejszych utworów, Obłokiem Magellana. W przeciwieństwie do optymistycznych rekwizytów Obłoku („luksusowy gwiazdolot”, „patetyczne słowa o duchowej łączności z Ziemią”) tutaj powrotowi astronautów towarzyszy kompletny brak zainteresowania ze strony Ziemian, zaś sam lot we wspomnieniach Hala Bregga, jest „nieprzerwanym pasmem ryzykownych i dramatycznych sytuacji, katastrof”. 
W powieści można odnaleźć także jeden z archetypów szlachetnego dzikusa, którym dla ówczesnych Ziemian jawi się Bregg: człowiek z odległej przeszłości, niebetryzowany, nieumiejący korzystać z dobrodziejstw cywilizacji, odróżniający się nawet wyglądem zewnętrznym.
Sam autor po latach swoją powieść oceniał negatywnie, tłumacząc to nieprawdopodobnością zawartych w niej wizji (podobnie postrzegała ją część krytyków).

## Adaptacje
Na podstawie powieści Lem wspólnie z Janem Józefem Szczepańskim napisał scenariusz filmowy dla reżysera Aleksandra Forda, jednak z braku funduszy film nie powstał.

### Komiks
Komiksowa adaptacja powieści, narysowana przez K. Wójcika, ukazywała się w latach 1976–1977 na łamach tygodnika „Wiadomości Wrocławskie”.

### Kontynuacja
Polski pisarz fantastyki naukowej Marek Oramus napisał dedykowane Stanisławowi Lemowi opowiadanie Miejsce na Ziemi, zawierające opis dalszych dziejów Hala Bregga i Eri. Opowiadanie ukazało się w „Nowej Fantastyce” w sierpniu 1999 roku, a także w książce M. Oramusa Bogowie Lema wydanej przez Wydawnictwo Kurpisz w 2007 roku.